# Pascual Banzo Benesenes
Pascual Bazo Benesenes, (Zuera, 1 de abril de 1945) es un atleta español especializado en lanzamiento. Fue internacional con el equipo nacional español y tiene en la actualidad el récord de Aragón de lanzamiento de disco con 54,80 metros, que fue también récord de España en su época. Pero nunca llegó a participar en unas olimpiadas.
Fue campeón de España de lanzamiento de disco 6 veces en 1967, 1968, 1969, 1970, 1971 y 1973. Algunos de sus equipos fueron el Deportivo San Fernando, el Real Zaragoza y el Club Natación Barcelona. Después de su retirada del atletismo fue preparador físico de la sección de fútbol y de la escuela de tenis del CN Helios 
También practicó el lanzamiento de la barra aragonesa como su padre.
Su hijo, Pepín Banzo, también practicó atletismo de joven pero después se dedicó a la música tocando gaita de boto y dulzaina en  Ixo Rai, La Orquestina del Fabirol y Comando Cucaracha.